# Columbia Heights
Columbia Heights és una població dels Estats Units a l'estat de Minnesota. Segons el cens del 2000 tenia 18.520 habitants.

## Demografia
Segons el cens del 2000, Columbia Heights tenia 18.520 habitants, 8.033 habitatges, i 4.731 famílies. La densitat de població era de 2.072,6 habitants per km².
Dels 8.033 habitatges en un 23,8% hi vivien nens de menys de 18 anys, en un 43,2% hi vivien parelles casades, en un 11% dones solteres, i en un 41,1% no eren unitats familiars. En el 34% dels habitatges hi vivien persones soles el 15,2% de les quals corresponia a persones de 65 anys o més que vivien soles. El nombre mitjà de persones vivint en cada habitatge era de 2,29 i el nombre mitjà de persones que vivien en cada família era de 2,93.
Per edats la població es repartia de la següent manera: un 20,8% tenia menys de 18 anys, un 8,6% entre 18 i 24, un 30% entre 25 i 44, un 21,9% de 45 a 60 i un 18,7% 65 anys o més.
L'edat mediana era de 39 anys. Per cada 100 dones de 18 o més anys hi havia 90,1 homes.
La renda mediana per habitatge era de 40.562 $ i la renda mediana per família de 50.610 $. Els homes tenien una renda mediana de 35.092 $ mentre que les dones 28.993 $. La renda per capita de la població era de 21.368 $. Entorn del 3,9% de les famílies i el 6,4% de la població estaven per davall del llindar de pobresa.

## Poblacions més properes
El següent diagrama mostra les poblacions més properes.